# Бої за Лиман (осінь 2022)
Бої за Лиман Донецької області тривали восени 2022 року в ході Слобожанського контрнаступу. Українські війська повернули контроль над містом.

## Передумови
В ході весняного наступу 2022 року росіяни окупували місто.

## Хід бойових дій

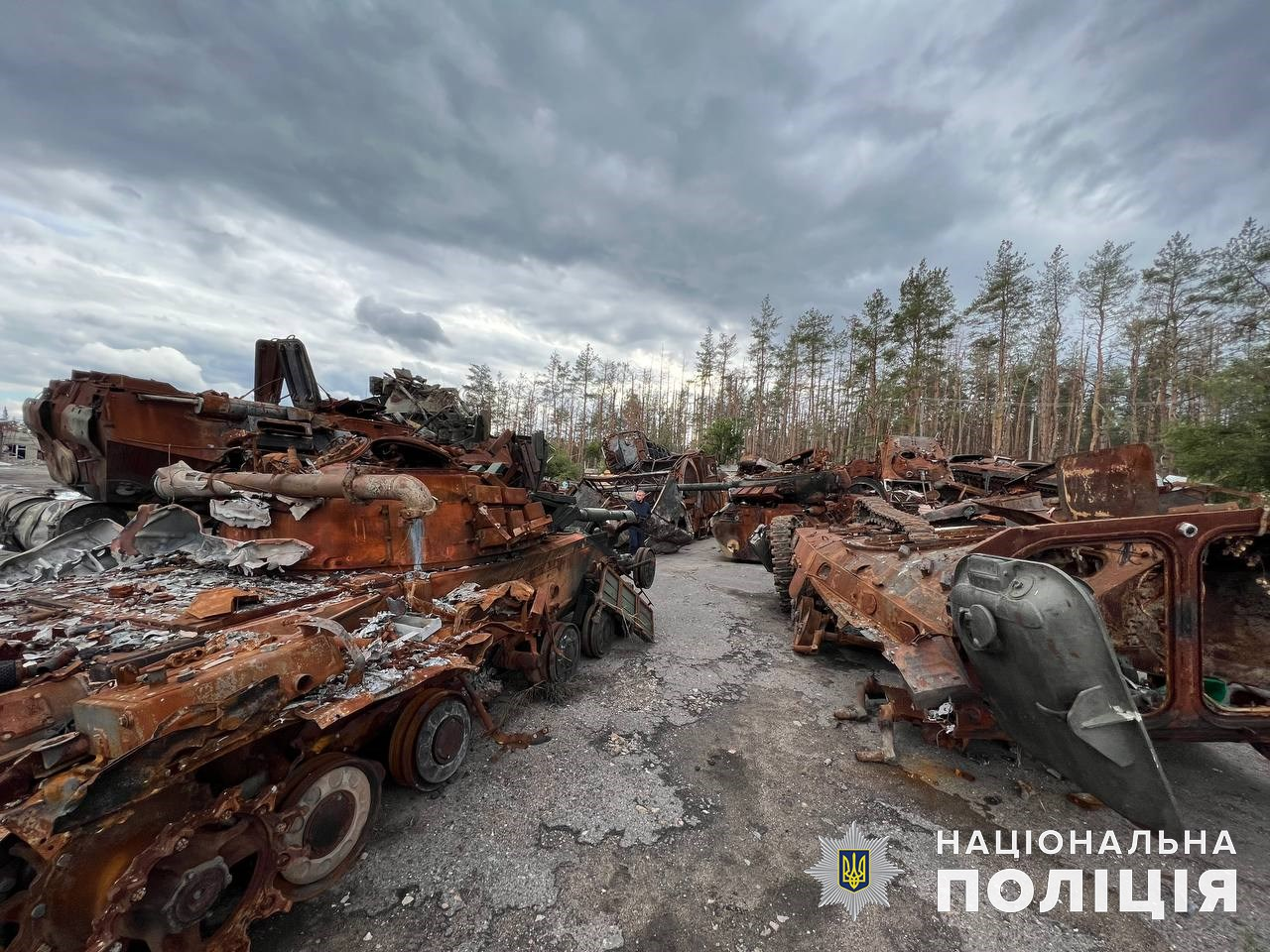
Розбиті військові машини в Лимані

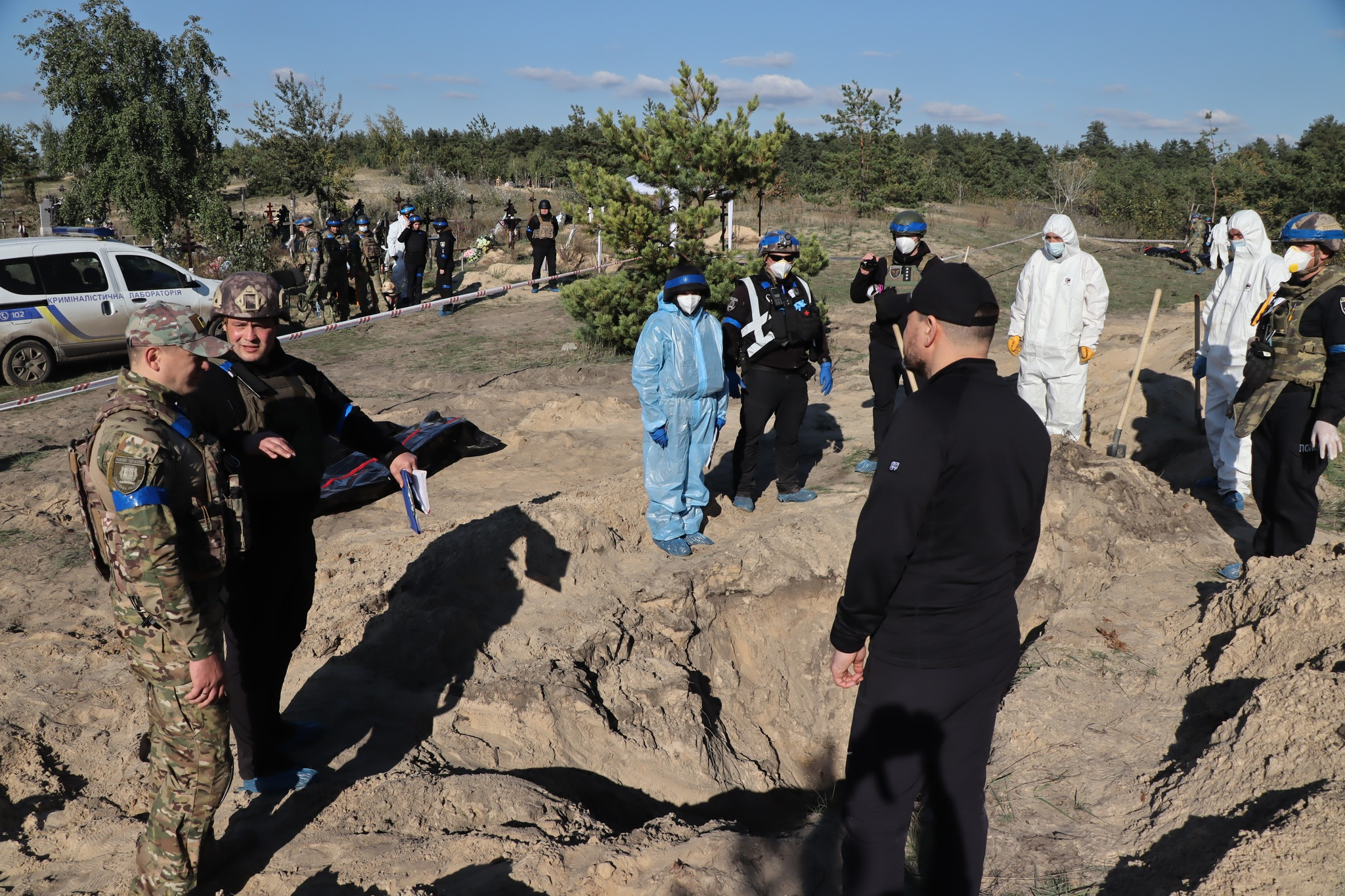
Ексгумація тіл із масового поховання, зробленого під час окупації

5 вересня ЗСУ зайшли до села Старий Караван, яке знаходиться за 15 км від Лиману. Протягом 10 вересня під Лиман направлялася військова техніка і точилися бої на околицях міста. Про ведення боїв на околицях Лиману також повідомив міський голова Олександр Журавльов. Терорист Ігор Гіркін повідомив, що армія Росії відступила і підрозділи сепаратистів з ЛНР і БАРСи обороняють лісництво біля Лиману.
30 вересня Сергій Череватий, речник східного угруповання ЗСУ, повідомив про завершення оточення російських військ в районі Лимана. Того ж дня ЗСУ звільнили Ямпіль і 81-ша окрема аеромобільна бригада звільнила Дробишеве поблизу Лимана.
1 жовтня було опубліковано відео, на якому українські війська увійшли на околиці Лиману. За оцінками Інституту вивчення війни Збройні сили України мають повністю встановити контроль над Лиманом протягом наступних 72 годин. Згодом Міністерство оборони Росії повідомило про вихід російських військ з Лиману. Бої продовжувалися до вечора 1 жовтня. Ввечері 1 жовтня 81-ша окрема аеромобільна бригада і Батальйон оперативного призначення НГУ ім. Сергія Кульчицького звільнили Лиман.
2 жовтня місто було повністю зачищено. В ньому знайшли, серед іншого, збитий російський літак Су-34.
Після звільнення Лимана в ньому виявлено масові поховання. За попередніми даними, в одному з них поховано близько 200 цивільних, а в іншому принаймні 20 українських військовослужбовців. Поліція розпочала ексгумацію.